# 천수관음 (무용)
천수관음(千手觀音)은 중국장애인예술단의 유명 공연으로, 청각장애인 21명이 천수천안관세음보살(천수관음)을 표현한 공연이다. 천수천안관세음보살은 1000개의 손을 가지고 있다는 관세음보살이다. 2004년 하계 패럴림픽 공연, 2008년 하계 패럴림픽 개막식 공연으로 상영되었으며, 2007년에 유네스코 평화 예술가로 지정되었다. 이들의 이야기는 감독 잔샤오난(詹曉南)에 의해 천수관음: 무대 뒤의 이야기(千手观音：台前幕后的故事)를 통해 에세이 책으로 출판되었다. 이들의 이야기는 중국의 이웃나라인 대한민국의 다큐멘터리에도 방영되었다.